# Abbas Alizadeh

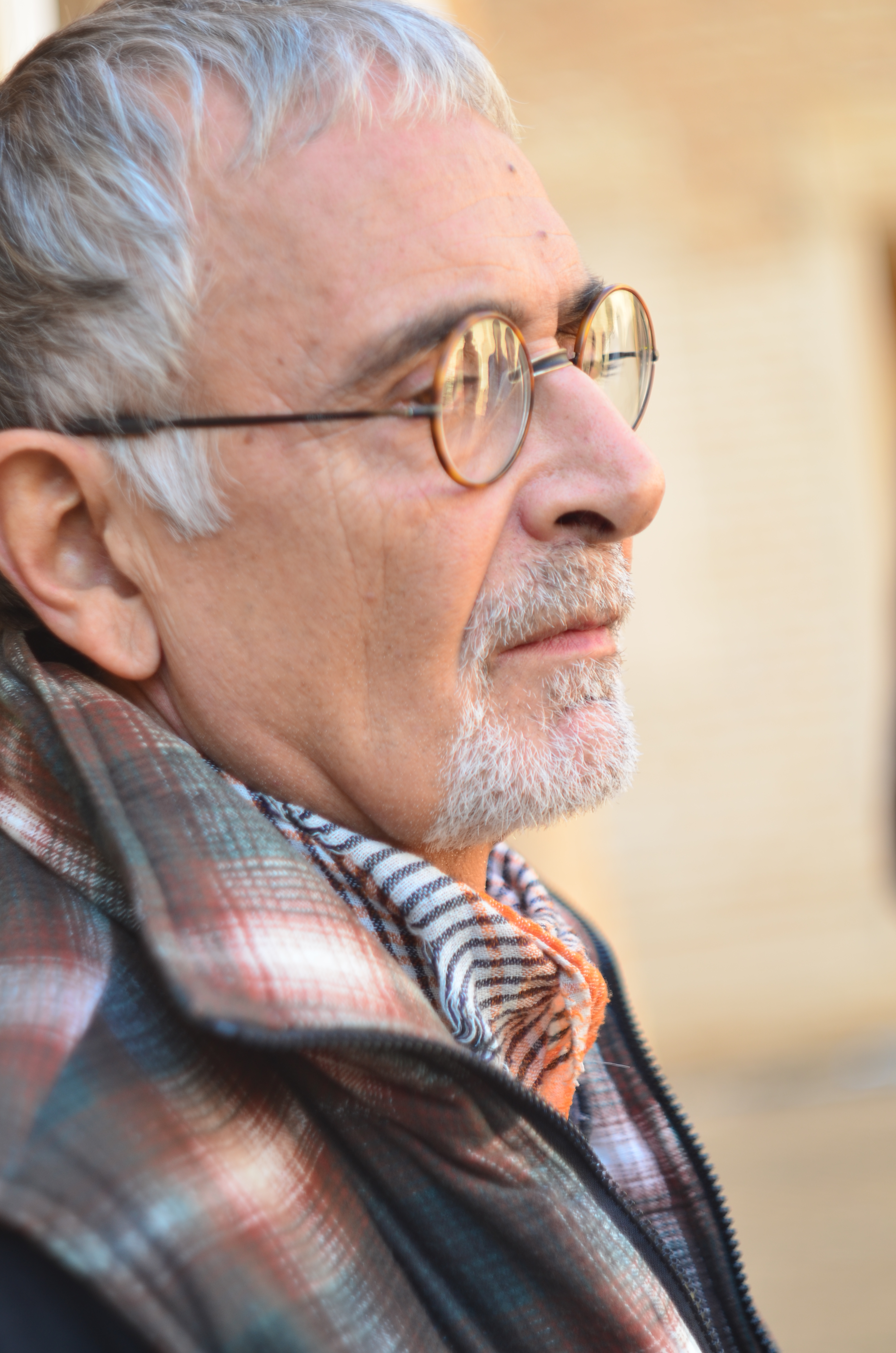
Abbas Alizadeh, Schusch, 2014

Abbas Alizadeh (persisch عباس علیزاده anhörenⓘ; * 1951) ist ein iranischer Vorderasiatischer Archäologe.
Alizadeh studierte zunächst an der Universität Teheran und später am Oriental Institute er University of Chicago, wo er 1987 promoviert wurde. Hier ist er als senior research associate tätig. Er führte u. a. Ausgrabungen in Tschogha Misch und Tschogha Bonut durch.

## Veröffentlichungen (Auswahl)
- A Tomb of the Neo-Elamite Period at Arjān, near Behbahan. In: Archäologische Mitteilungen aus Iran. Band 18, 1985, S. 49–73 (Vgl. Grab von Arjān).
- als Hrsg. mit Y. Majidzadeh und S. M. Shahmirzadi: The Iranian World. Essays on Iranian Art and Archaeology Presented to Ezat O. Negahban. Teheran 1999.